# František Peřina
František (François) Peřina, né le 8 avril 1911 à Morkůvky et mort le 6 mai 2006 à Prague, est un aviateur tchécoslovaque qui, en 1939-1940, combattit au sein de l’Armée de l'air française avant de rejoindre les rangs de la Royal Air Force. Il fait partie des as de l'aviation française.

## Biographie
Après l’invasion de son pays par l’Allemagne en 1938, François Périna rejoint l’aviation française. Après une période de formation à Chartres, il intègre le groupe de chasse I/5 stationné sur la base aérienne 112 de Reims durant la campagne de France. Plusieurs fois coéquipier du capitaine Jean Accart, son chef (qu’il avait rencontré en 1937 en Suisse, lors du fameux meeting de Zurich-Bübendorf), et pilotant comme lui un Curtiss H75, il abat avec lui quatre Dornier 17 le 10 mai 1940. En vingt jours, il abat onze appareils et deux probables. Il était avec Accart lorsque celui-ci fut touché le 1er juin 1940 au-dessus de Frasne. Il est lui-même blessé le 3 juin 1940 et ne peut continuer le combat. Lorsque, après l’armistice, son groupe s’installe en Afrique française du Nord, il préfère gagner la Grande-Bretagne pour y continuer la lutte. Il intègre alors le Squadron 312 (en).
Après la guerre, il quitte la Royal Air Force pour travailler au Canada, dans l’aviation civile, en tant que commandant de bord au sein de compagnies aériennes canadiennes. Il se fixe ensuite, au début des années soixante, aux États-Unis.

## Distinctions
- Chevalier de la Légion d'honneur
- Croix de guerre 1939–1945 (France), avec plusieurs palmes et étoiles
- Croix de guerre 1939-1945 (Tchécoslovaquie)
- Ordre du Lion blanc 1re classe « Pour la Victoire » Officier (République tchèque)
- Ou bien

Ordre du Lion blanc (officier) (République tchèque)